# Casa Manlleu (Tortellà)
La Casa Manlleu és una masia de Tortellà (Garrotxa) protegida com a Bé Cultural d'Interès Local.

## Descripció
Edificació composta per tres cossos, el principal de planta quadrada i els dos annexos de planta rectangular. Un d'ells està unit al cos principal i l'altra està a l'esquerra d'aquest últim. Tots tres cossos estan coberts a dues aigües i el parament de tot l'edifici està cobert amb carreus de pedra. L'edifici consta de diverses obertures rectangulars i algunes amb arc de mig punt.